# Валон Беграмі
Валон Беграмі (нім. Valon Behrami, нар. 19 квітня 1985, Тітова-Мітровіца) — швейцарський футболіст косоварського походження, що грав на позиції півзахисника. Провів понад 80 матчів за національну збірну Швейцарії.

## Клубна кар'єра
Народився 19 квітня 1985 року в місті Тітова-Мітровіца. У віці п'яти років разом з батьками переїхав у швейцарське місто Стабіо. Вихованець юнацьких команд футбольних клубів «Стабіо», «К'яссо» та «Лугано».

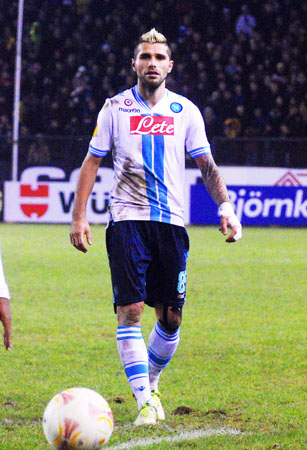
Валон Беграмі під час виступів за «Наполі». 22 листопада 2012 року.

У дорослому футболі дебютував 2002 року виступами за команду клубу «Лугано», в якій провів один сезон, взявши участь лише у 2 матчах чемпіонату.
Своєю грою за цю команду привернув увагу представників тренерського штабу італійського клубу «Дженоа», до складу якого приєднався влітку 2003 року. Відіграв за генуезький клуб наступний сезон своєї ігрової кар'єри. Більшість часу, проведеного у складі «Дженоа», був основним гравцем команди.
Протягом сезону 2004/05 років на правах оренди захищав кольори клубу «Верона».
25 липня 2005 року уклав контракт з «Лаціо», яке заплатило за футболіста 2,7 млн євро. У складі римлян Беграмі провів наступні три роки своєї кар'єри гравця. Граючи у складі «Лаціо» також здебільшого виходив на поле в основному складі команди.
З 23 липня 2008 року два з половиною сезони захищав кольори англійського клубу «Вест Гем Юнайтед».
До складу клубу «Фіорентина» приєднався 26 січня 2011 року, підписавши контракт на три з половиною роки. Відіграв за «фіалок» 48 матчів в національному чемпіонаті.
17 липня 2012 року став гравцем «Наполі», де провів два сезони і в другому з них став з командою володарем кубка Італії.
Влітку 2014 року перейшов до складу «Гамбурга» за 3,5 млн євро, проте в команді провів лише один сезон і вже 11 липня 2015 роки перейшов до англійського «Вотфорда». За два сезони встиг відіграти за клуб з Вотфорда 48 матчів у Прем'єр-лізі, після чого 16 серпня 2017 року підписав дворічну угоду з італійським клубом «Удінезе», який належив родині Поццо так само, як і «Вотфорд».
Влітку 2019 року 34-річний гравець повернувся до Швейцарії, ставши гравцем клубу «Сьйон». Утім вже 3 жовтня того ж року контракт гравця з клубом було розірвано за згодою сторін.
2 січня 2020 року досвідчений півзахасник удруге в кар'єрі став гравцем італійського «Дженоа», де провів наступні два роки своєї кар'єри.
Завершував свою ігрову кар'єру у першій половині 2022 року виступами за друголігову італійську «Брешію».

## Виступи за збірну
8 жовтня 2005 року дебютував в офіційних матчах у складі національної збірної Швейцарії в грі проти збірної Франції, а вже наступного року поїхав з командою на чемпіонат світу 2006 року у Німеччині. На турнірі через травму паха він пропустив два матчі на груповому етапі. У третьому матчі Беграмі вийшов на поле лише на 88 хвилині. В 1/8 фіналу він також не брав участі, а його команда програла збірній Україні у серії пенальті і покинула турнір.
Натомість на наступному чемпіонаті Європи 2008 року в Австрії та Швейцарії Беграмі вже був основним гравцем, зігравши усі три гри у групі, але команда не вийшла з групи. У цьому ж статусі Валон поїхав і на чемпіонат світу 2010 року у ПАР. На цьому турнірі у другому матчі групового етапу Беграмі отримав пряму червону картку на 31 хвилині за удар ліктем чилійського гравця Артуро Відаля і став першим швейцарцем, який буде вилучений у матчі чемпіонату світу. У третій грі без дискваліфікованого Беграмі швейцарці не зуміли обіграти Гондурас (0:0), через що не вийшли з групи.
У травні 2014 року був включений до заявки збірної на тогорічний чемпіонат світу у Бразилії, де також зіграв у всіх чотирьох іграх. Після чого як основний гравець виступав на чемпіонаті Європи 2016 року у Франції та чемпіонату світу 2018 року у Росії.
Після мундіалю-2018 завершив кар'єру у збірній, провівши за цей час у формі головної команди країни 83 матчі, забивши 2 голи.

## Статистика виступів

### Статистика клубних виступів

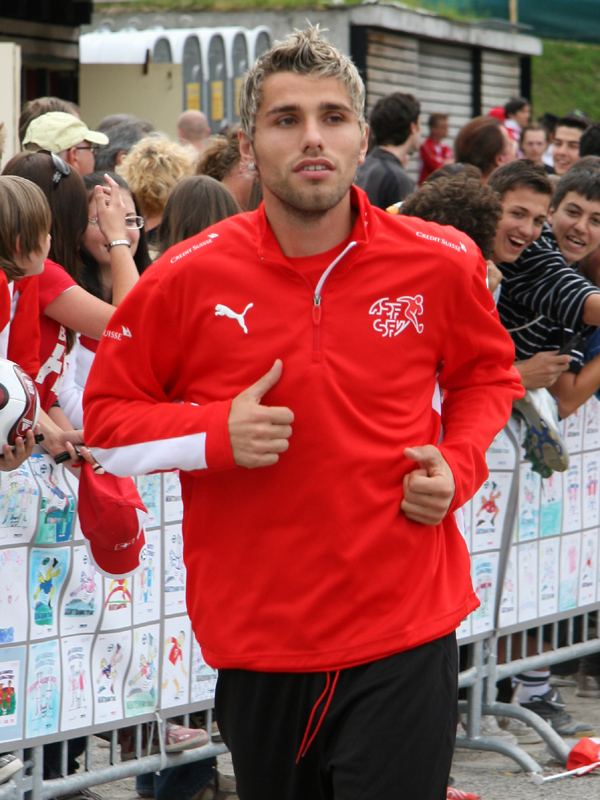
Валон Беграмі у складі збірної Швейцарії на домашньому Євро-2008

| Сезон                        | Команда                      | Чемпіонат           | Чемпіонат | Чемпіонат | Національний кубок | Національний кубок | Національний кубок | Єврокубки | Єврокубки | Єврокубки | Інші змагання | Інші змагання | Інші змагання | Усього | Усього |
| Сезон                        | Команда                      | Ліга                | Ігор      | Голів     | Ліга               | Ігор               | Голів              | Ліга      | Ігор      | Голів     | Ліга          | Ігор          | Голів         | Ігор   | Голів  |
| ---------------------------- | ---------------------------- | ------------------- | --------- | --------- | ------------------ | ------------------ | ------------------ | --------- | --------- | --------- | ------------- | ------------- | ------------- | ------ | ------ |
| 2002–03                      | «Лугано»                     | СЛ                  | 2         | 0         | -                  | -                  | -                  | -         | -         | -         | -             | -             | -             | 2      | 0      |
| 2003–04                      | «Дженоа»                     | B                   | 24        | 0         | КІ                 | -                  | -                  | -         | -         | -         | -             | -             | -             | 24     | 0      |
| 2004–05                      | «Верона»                     | B                   | 33        | 3         | КІ                 | -                  | -                  | -         | -         | -         | -             | -             | -             | 33     | 3      |
| 2005–06                      | «Лаціо»                      | A                   | 26        | 2         | КІ                 | 2                  | 0                  | I         | -         | -         | -             | -             | -             | 28     | 2      |
| 2006–07                      | «Лаціо»                      | A                   | 17        | 1         | КІ                 | -                  | -                  | -         | -         | -         | -             | -             | -             | 17     | 1      |
| 2007–08                      | «Лаціо»                      | A                   | 22        | 1         | КІ                 | 5                  | 1                  | ЛЧ        | 5         | 0         | -             | -             |               | 32     | 2      |
| Усього за «Лаціо»            | Усього за «Лаціо»            |                     | 65        | 4         |                    | 7                  | 1                  |           | -         | -         |               | -             | -             | 77     | 5      |
| 2008–09                      | «Вест Хем Юнайтед»           | ПЛ                  | 24        | 1         | КА+КЛ              | -                  | -                  | -         | -         | -         | -             | -             | -             | 24     | 1      |
| 2009–10                      | «Вест Хем Юнайтед»           | ПЛ                  | 27        | 1         | КА+КЛ              | -                  | -                  | -         | -         | -         | -             | -             | -             | 27     | 1      |
| 2010–11                      | «Вест Хем Юнайтед»           | ПЛ                  | 7         | 2         | КА+КЛ              | -                  | -                  | -         | -         | -         | -             | -             | -             | 7      | 2      |
| Усього за «Вест Хем Юнайтед» | Усього за «Вест Хем Юнайтед» |                     | 58        | 4         |                    | -                  | -                  |           | -         | -         |               | -             | -             | 58     | 4      |
| 2010–11                      | «Фіорентина»                 | A                   | 17        | 0         | -                  | -                  | -                  |           | -         | -         |               | -             | -             | 17     | 0      |
| 2011–12                      | «Фіорентина»                 | A                   | 31        | 0         | КІ                 | 2                  | 0                  | -         | -         | -         | -             | -             | -             | 33     | 0      |
| Усього за «Фіорентину»       | Усього за «Фіорентину»       |                     | 48        | 0         |                    | 2                  | 0                  |           | -         | -         |               | -             | -             | 50     | 0      |
| 2012–13                      | «Наполі»                     | A                   | 33        | 0         | КІ                 | 0                  | 0                  | ЛЄ        | 3         | 0         | СІ            | 1             | 0             | 37     | 0      |
| 2013–14                      | «Наполі»                     | A                   | 21        | 0         | КІ                 | 3                  | 0                  | ЛЧ+ЛЄ     | 6+3       | 0         | -             | -             | -             | 33     | 0      |
| Усього за «Наполі»           | Усього за «Наполі»           | Усього за «Наполі»  | 54        | 0         |                    | 3                  | 0                  |           | 12        | 0         |               | 1             | 0             | 70     | 0      |
| 2014–15                      | «Гамбург»                    | БЛ                  | 22        | 0         | КН                 | 1                  | 0                  | -         | -         | -         | -             | -             | -             | 23     | 0      |
| 2015–16                      | «Вотфорд»                    | ПЛ                  | 21        | 0         | КА+КЛ              | 1+0                | 0                  | -         | -         | -         | -             | -             | -             | 22     | 0      |
| 2016–17                      | «Вотфорд»                    | ПЛ                  | 27        | 0         | КА+КЛ              | 0                  | 0                  | -         | -         | -         | -             | -             | -             | 27     | 0      |
| Усього за «Вотфорд»          | Усього за «Вотфорд»          | Усього за «Вотфорд» | 48        | 0         |                    | 1                  | 0                  |           | -         | -         |               | -             | -             | 49     | 0      |
| 2017–18                      | «Удінезе»                    | A                   | 20        | 1         | КІ                 | 0                  | 0                  | -         | -         | -         | -             | -             | -             | 20     | 1      |
| 2018–19                      | «Удінезе»                    | A                   | 19        | 1         | КІ                 | 0                  | 0                  | -         | -         | -         | -             | -             | -             | 19     | 1      |
| Усього за «Удінезе»          | Усього за «Удінезе»          | Усього за «Удінезе» | 39        | 2         |                    | 0                  | 0                  |           |           |           |               |               |               | 39     | 2      |
| лип.-жовт. 2019              | «Сьйон»                      | СЛ                  | 4         | 0         | СА                 | 1                  | 0                  |           | -         | -         |               | -             | -             | 5      | 0      |
| січ.-серп. 2020              | «Дженоа»                     | A                   | 17        | 0         | КІ                 | 1                  | 0                  | -         | -         | -         | -             | -             | -             | 18     | 0      |
| 2020–21                      | «Дженоа»                     | A                   | 26        | 0         | КІ                 | 0                  | 0                  | -         | -         | -         |               | -             | -             | 26     | 0      |
| 2021-січ. 2022               | «Дженоа»                     | A                   | 10        | 0         | КІ                 | 0                  | 0                  | -         | -         | -         | -             | -             | -             | 10     | 0      |
| Усього за «Дженоа»           | Усього за «Дженоа»           | Усього за «Дженоа»  | 77        | 0         |                    | 1                  | 0                  |           | -         | -         |               | -             | -             | 78     | 0      |
| січ.-черв. 2022              | «Брешія»                     | B                   | 5         | 0         | КІ                 | -                  | -                  | -         | -         | -         | -             | -             | -             | 5      | 0      |
| Усього за кар'єру            | Усього за кар'єру            | Усього за кар'єру   | 455       | 13        |                    | 21                 | 2                  |           | 17        | 0         |               | 1             | 0             | 494    | 15     |

### Статистика виступів за збірну
| Дата       | Місто                   | Господарі         | Результат               | Гості             | Турнір               | Голи | Примітки |
| ---------- | ----------------------- | ----------------- | ----------------------- | ----------------- | -------------------- | ---- | -------- |
| 8-10-2005  | Берн                    | Швейцарія         | 1 – 1                   | Франція           | Відбір до ЧС 2006    | -    | 90'      |
| 12-11-2005 | Берн                    | Швейцарія         | 2 – 0                   | Туреччина         | Відбір до ЧС 2006    | 1    | 83'      |
| 16-11-2005 | Стамбул                 | Туреччина         | 4 – 2                   | Швейцарія         | Відбір до ЧС 2006    | -    | 46', 67' |
| 1-3-2006   | Глазго                  | Шотландія         | 1 – 3                   | Швейцарія         | товариський матч     | -    |          |
| 27-5-2006  | Базель                  | Швейцарія         | 1 – 1                   | Кот-д'Івуар       | товариський матч     | -    |          |
| 3-6-2006   | Цюрих                   | Швейцарія         | 4 – 1                   | КНР               | товариський матч     | -    |          |
| 23-6-2006  | Ганновер                | Швейцарія         | 2 – 0                   | Південна Корея    | ЧС 2006 - 1-й етап   | -    | 88'      |
| 7-2-2007   | Дюссельдорф             | Німеччина         | 3 – 1                   | Швейцарія         | товариський матч     | -    |          |
| 22-3-2007  | Форт-Лодердейл          | Ямайка            | 0 – 2                   | Швейцарія         | товариський матч     | -    |          |
| 25-3-2007  | Маямі                   | Колумбія          | 3 – 1                   | Швейцарія         | товариський матч     | -    |          |
| 7-9-2007   | Відень                  | Швейцарія         | 2 – 1                   | Чилі              | товариський матч     | -    |          |
| 11-9-2007  | Клагенфурт-ам-Вертерзеє | Швейцарія         | 3 – 4                   | Японія            | товариський матч     | -    |          |
| 6-2-2008   | Лондон                  | Англія            | 2 – 1                   | Швейцарія         | товариський матч     | -    | 46'      |
| 26-3-2008  | Базель                  | Швейцарія         | 0 – 4                   | Німеччина         | товариський матч     | -    | 58'      |
| 24-5-2008  | Лугано                  | Швейцарія         | 2 – 0                   | Словаччина        | товариський матч     | 1    | 84'      |
| 30-5-2008  | Санкт-Галлен            | Швейцарія         | 3 – 0                   | Ліхтенштейн       | товариський матч     | -    | 54'      |
| 7-6-2008   | Базель                  | Швейцарія         | 0 – 1                   | Чехія             | ЧЄ 2008 - 1-й етап   | -    | 84'      |
| 11-6-2008  | Базель                  | Швейцарія         | 1 – 2                   | Туреччина         | ЧЄ 2008 - 1-й етап   | -    |          |
| 15-6-2008  | Базель                  | Швейцарія         | 2 – 0                   | Португалія        | ЧЄ 2008 - 1-й етап   | -    |          |
| 20-8-2008  | Базель                  | Швейцарія         | 4 – 1                   | Кіпр              | товариський матч     | -    | 56'      |
| 6-9-2008   | Тель-Авів-Яфо           | Ізраїль           | 2 – 2                   | Швейцарія         | Відбір до ЧС 2010    | -    | 88'      |
| 11-10-2008 | Санкт-Галлен            | Швейцарія         | 2 – 1                   | Латвія            | Відбір до ЧС 2010    | -    |          |
| 15-10-2008 | Афіни                   | Греція            | 1 – 2                   | Швейцарія         | Відбір до ЧС 2010    | -    |          |
| 19-11-2008 | Санкт-Галлен            | Швейцарія         | 1 – 0                   | Фінляндія         | товариський матч     | -    | 46'      |
| 14-11-2009 | Женева                  | Швейцарія         | 0 – 1                   | Норвегія          | товариський матч     | -    | 62'      |
| 3-3-2010   | Санкт-Галлен            | Швейцарія         | 1 – 3                   | Уругвай           | товариський матч     | -    | 75'      |
| 5-6-2010   | Женева                  | Швейцарія         | 1 – 1                   | Італія            | товариський матч     | -    | 57'      |
| 21-6-2010  | Порт-Елізабет           | Чилі              | 1 – 0                   | Швейцарія         | ЧС 2010 - 1-й етап   | -    | 31'      |
| 26-3-2011  | Софія (місто)           | Болгарія          | 0 – 0                   | Швейцарія         | Відбір до ЧЄ 2012    | -    | 15', 16' |
| 4-6-2011   | Лондон                  | Англія            | 2 – 2                   | Швейцарія         | Відбір до ЧЄ 2012    | -    | 59'      |
| 7-10-2011  | Суонсі                  | Уельс             | 2 – 0                   | Швейцарія         | Відбір до ЧЄ 2012    | -    |          |
| 11-10-2011 | Базель                  | Швейцарія         | 2 – 0                   | Чорногорія        | Відбір до ЧЄ 2012    | -    | 22'      |
| 15-8-2012  | Спліт                   | Хорватія          | 2 – 4                   | Швейцарія         | товариський матч     | -    | 46'      |
| 7-9-2012   | Любляна                 | Словенія          | 0 – 2                   | Швейцарія         | Відбір до ЧС 2014    | -    |          |
| 11-9-2012  | Люцерн                  | Швейцарія         | 2 – 0                   | Албанія           | Відбір до ЧС 2014    | -    | 32', 73' |
| 12-10-2012 | Берн                    | Швейцарія         | 1 – 1                   | Норвегія          | Відбір до ЧС 2014    | -    |          |
| 16-10-2012 | Рейк'явік               | Ісландія          | 0 – 2                   | Швейцарія         | Відбір до ЧС 2014    | -    |          |
| 14-11-2012 | Сус                     | Туніс             | 1 – 2                   | Швейцарія         | товариський матч     | -    | 46'      |
| 6-2-2013   | Афіни                   | Греція            | 0 – 0                   | Швейцарія         | товариський матч     | -    | 46'      |
| 23-3-2013  | Нікосія                 | Кіпр              | 0 – 0                   | Швейцарія         | Відбір до ЧС 2014    | -    | 76'      |
| 8-6-2013   | Женева                  | Швейцарія         | 1 – 0                   | Кіпр              | Відбір до ЧС 2014    | -    | 67'      |
| 14-8-2013  | Базель                  | Швейцарія         | 1 – 0                   | Бразилія          | товариський матч     | -    | 23'      |
| 6-9-2013   | Берн                    | Швейцарія         | 4 – 4                   | Ісландія          | Відбір до ЧС 2014    | -    |          |
| 10-9-2013  | Осло                    | Норвегія          | 0 – 2                   | Швейцарія         | Відбір до ЧС 2014    | -    |          |
| 11-10-2013 | Тирана                  | Албанія           | 1 – 2                   | Швейцарія         | Відбір до ЧС 2014    | -    |          |
| 5-3-2014   | Санкт-Галлен            | Швейцарія         | 2 – 2                   | Хорватія          | товариський матч     | -    | 46'      |
| 30-5-2014  | Люцерн                  | Швейцарія         | 1 – 0                   | Ямайка            | товариський матч     | -    | 46'      |
| 3-6-2014   | Люцерн                  | Швейцарія         | 2 – 0                   | Перу              | товариський матч     | -    | 33', 46' |
| 15-6-2014  | Бразиліа                | Швейцарія         | 2 – 1                   | Еквадор           | ЧС 2014 - 1-й етап   | -    |          |
| 20-6-2014  | Сальвадор               | Швейцарія         | 2 – 5                   | Франція           | ЧС 2014 - 1-й етап   | -    | 46'      |
| 25-6-2014  | Манаус                  | Гондурас          | 0 – 3                   | Швейцарія         | ЧС 2014 - 1-й етап   | -    |          |
| 1-7-2014   | Сан-Паулу               | Аргентина         | 1 – 0 д.ч.              | Швейцарія         | ЧС 2014 - 1/8 фіналу | -    |          |
| 8-9-2014   | Базель                  | Швейцарія         | 0 – 2                   | Англія            | Відбір до ЧЄ 2016    | -    |          |
| 18-11-2014 | Вроцлав                 | Польща            | 2 – 2                   | Швейцарія         | товариський матч     | -    | 46'      |
| 27-3-2015  | Люцерн                  | Швейцарія         | 3 – 0                   | Естонія           | Відбір до ЧЄ 2016    | -    |          |
| 10-6-2015  | Тун                     | Швейцарія         | 3 – 0                   | Ліхтенштейн       | товариський матч     | -    | 46'      |
| 14-6-2015  | Вільнюс                 | Литва             | 1 – 2                   | Швейцарія         | Відбір до ЧЄ 2016    | -    |          |
| 5-9-2015   | Базель                  | Швейцарія         | 3 – 2                   | Словенія          | Відбір до ЧЄ 2016    | -    | 64'      |
| 8-9-2015   | Лондон                  | Англія            | 2 – 0                   | Швейцарія         | Відбір до ЧЄ 2016    | -    | 79'      |
| 13-11-2015 | Трнава                  | Словаччина        | 3 – 2                   | Швейцарія         | товариський матч     | -    | 58'      |
| 17-11-2015 | Відень                  | Австрія           | 1 – 2                   | Швейцарія         | товариський матч     | -    |          |
| 25-3-2016  | Дублін                  | Ірландія          | 1 – 0                   | Швейцарія         | товариський матч     | -    | 71'      |
| 28-5-2016  | Женева                  | Швейцарія         | 1 – 2                   | Бельгія           | товариський матч     | -    | кап.     |
| 3-6-2016   | Лугано                  | Швейцарія         | 2 – 1                   | Молдова           | товариський матч     | -    |          |
| 11-6-2016  | Ланс                    | Албанія           | 0 – 1                   | Швейцарія         | ЧЄ 2016 - 1-й етап   | -    | 67'      |
| 15-6-2016  | Париж                   | Швейцарія         | 1 – 1                   | Румунія           | ЧЄ 2016 - 1-й етап   | -    |          |
| 19-6-2016  | Вільнев-д'Аск           | Швейцарія         | 0 – 0                   | Франція           | ЧЄ 2016 - 1-й етап   | -    |          |
| 25-6-2016  | Сент-Етьєн              | Швейцарія         | 1 – 1 д.ч. (4 - 5 п.п.) | Польща            | ЧЄ 2016 - 1/8 фіналу | -    | 77'      |
| 6-9-2016   | Базель                  | Швейцарія         | 2 – 0                   | Португалія        | Відбір до ЧС 2018    | -    |          |
| 7-10-2016  | Будапешт                | Угорщина          | 2 – 3                   | Швейцарія         | Відбір до ЧС 2018    | -    | 90+2'    |
| 13-11-2016 | Люцерн                  | Швейцарія         | 2 – 0                   | Фарерські острови | Відбір до ЧС 2018    | -    |          |
| 1-6-2017   | Невшатель               | Швейцарія         | 1 – 0                   | Білорусь          | товариський матч     | -    | кап.     |
| 9-6-2017   | Торсгавн                | Фарерські острови | 0 – 2                   | Швейцарія         | Відбір до ЧС 2018    | -    |          |
| 3-9-2017   | Рига                    | Латвія            | 0 – 3                   | Швейцарія         | Відбір до ЧС 2018    | -    | кап.     |
| 23-3-2018  | Афіни                   | Греція            | 0 – 1                   | Швейцарія         | товариський матч     | -    | 61'      |
| 3-6-2018   | Віла-Реал (Іспанія)     | Іспанія           | 1 – 1                   | Швейцарія         | товариський матч     | -    | 63'      |
| 8-6-2018   | Лугано                  | Швейцарія         | 2 – 0                   | Японія            | товариський матч     | -    | 13'      |
| 17-6-2018  | Ростов-на-Дону          | Бразилія          | 1 – 1                   | Швейцарія         | ЧС 2018 - 1-й етап   | -    | 68' 71'  |
| 22-6-2018  | Калінінград             | Сербія            | 1 – 2                   | Швейцарія         | ЧС 2018 - 1-й етап   | -    |          |
| 27-6-2018  | Нижній Новгород         | Швейцарія         | 2 – 2                   | Коста-Рика        | ЧС 2018 - 1-й етап   | -    | 60'      |
| 3-7-2018   | Санкт-Петербург         | Швеція            | 1 – 0                   | Швейцарія         | ЧС 2018 - 1/8 фіналу | -    | кап. 61' |
| Усього     |                         | Матчів (9 місце)  | 83                      |                   | Голів                | 2    |          |

## Титули і досягнення
- Володар Кубка Італії (1):

«Наполі»: 2013–14